# Talgat Shaiken
Talgat Shaiken (n. 25 septembrie 2000, Kokșetau, Kazahstan) este un boxer ce a reprezentat Kazahstan. A participat la competiții asociate Jocurilor Olimpice în care a câștigat o medalie de argint.

## Participări
Lista de mai jos prezintă principalele competiții la care a participat Talgat Shaiken de-a lungul carierei.
- Juegos Olímpicos de la Juventud de Buenos Aires 2018[*][1]